# Pyrrhura pfrimeri
Il parrocchetto di Pfrimer (Pyrrhura pfrimeri Miranda-Ribeiro, 1920) è un uccello della famiglia degli Psittacidi.

## Distribuzione e habitat
È endemico degli Stati brasiliani del Goiás e del Tocantins, dove vive solamente nelle foreste semi-decidue della caatinga.

## Tassonomia
In passato è stato spesso considerato una sottospecie del parrocchetto guancebianche, dal quale si differenzia per l'areale, per la scelta dell'habitat e per alcune caratteristiche del piumaggio (a differenza del parrocchetto guancebianche presenta una macchia chiara sulle copritrici auricolari molto ridotta). Uno studio recente basato sull'analisi del DNA mitocondriale ha confermato il suo status di specie separata.

## Conservazione
La Lista rossa IUCN classifica Pyrrhura pfrimeri come specie in pericolo di estinzione (Endangered). La sua sopravvivenza è minacciata soprattutto dalla continua deforestazione che mette in pericolo un habitat già gravemente compromesso, ma anche le catture per il commercio di animali da voliera giocano una parte importante.